# BioTop (mikroregion)
BioTop byl svazek obcí (dle § 49 zákona č.128/2000 Sb. o obcích) v okresu Rychnov nad Kněžnou. Jeho sídlem byla Rokytnice v Orlických horách a jeho cílem bylo zpracování luk, výroba peletek. Sdružoval celkem 2 obce. Byl založen v roce 2008, zanikl v roce 2015.

## Obce sdružené v mikroregionu
- Bartošovice v Orlických horách
- Orlické Záhoří